# Fūryū
Fūryū (jap. 風流) – elegancja, smak, wyrafinowanie, jedna z wartości estetycznych, która rozpowszechniła się w Japonii w okresie Heian (794–1185). Oznacza wspaniałe, wyszukane projekty, które miały zaskakiwać.

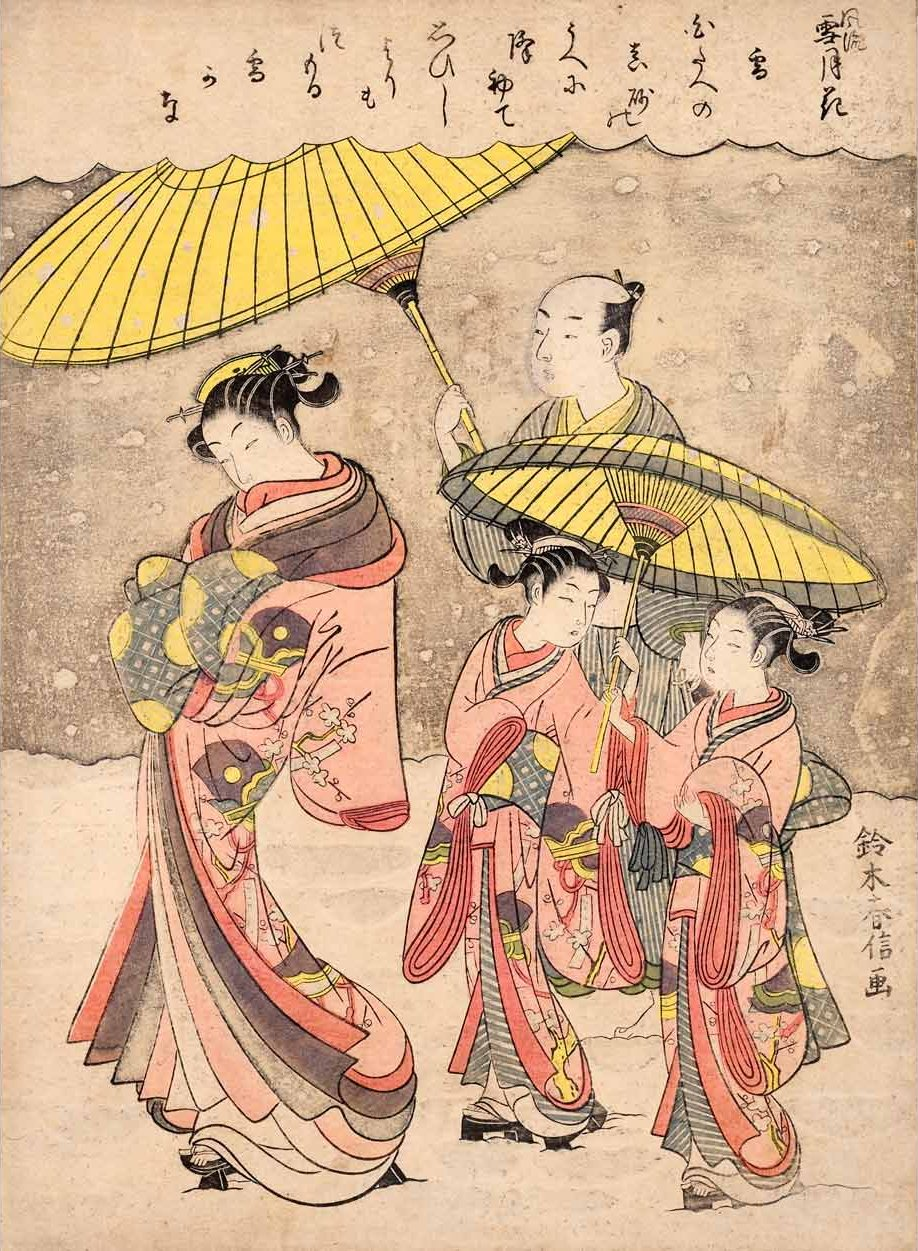
Harunobu Suzuki (ok. 1725–1770), Śnieg (z serii „Eleganckie cztery pory roku”, Fūryū setsugekka, 1769)

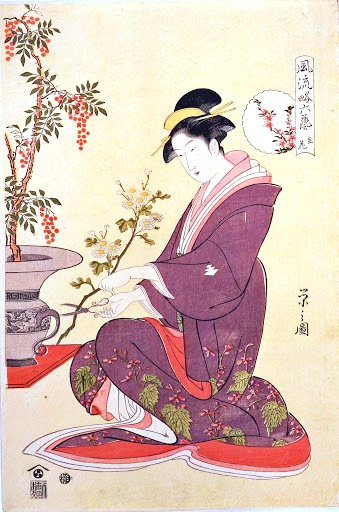
Eishi Chōbunsai (1756-1829), Fūryūryaku rikugei: Ikebana

W przeszłości słowo to zostało uznane wraz z basara (działanie bez zahamowań, pobłażanie sobie, ekscentryczność) i suki (wyrafinowany smak) za przeciwieństwo wabi-sabi.
Fūryū odnosi się do wyrafinowanego gustu osoby kulturalnej, wyrafinowanej oraz do dzieł sztuki i innych rzeczy związanych z takimi osobami. Słowo wywodzi się od chińskiego fēngliú, wyrażenia, które oznaczało w przeszłości „dobre zachowanie i maniery”. Kiedy dotarło ono do Japonii ok. VIII wieku nabrało znaczenia bardziej estetycznego, odnosząc się do obyczajów mieszczan, a następnie do wszystkich rzeczy związanych ze sztuką, uważanych za eleganckie, gustowne, artystyczne.
W XII wieku fūryū zaczęło podążać dwiema, odrębnymi liniami ewolucji semantycznej. Pierwsza z nich odnosiła się do bardziej przyziemnego, efekciarskiego, niewyszukanego piękna przejawiającego się w sztuce popularnej. Druga natomiast skierowała się ku pięknu: ogrodów krajobrazowych, kompozycji kwiatowych (ikebana), sztuki scenicznej, architektury i chińskiej poezji opiewającej przyrodę. Ten kierunek dał początek ceremonii herbacianej w okresie Muromachi-Ashikaga (1333–1573).
W okresie Meiji (1868–1912) pisarz Rohan Kōda (1867–1947) starał się osiągnąć połączenie miłości, sztuki i religii w imię fūryū w opowiadaniu „Fūryū-butsu” (Wytworny Budda, 1889). Natomiast powieściopisarz Sōseki Natsume (1867–1916) próbował ożywić koncepcję fūryū, dodając jej współczucia i humanizmu w romantycznej powieści Kusamakura (Poduszka z trawy, 1906).
Na dolnej ilustracji po prawej elegancka piękność układa ikebanę. Ma na sobie eleganckie uchikake (rodzaj kimona) i jest uczesana w stylu marumage kobiet zamężnych z wyższych sfer. W tytule zawarte jest słowo rikigei wywodzące się z Chin i oznaczające „sześć rodzajów sztuki”: etykieta, muzyka, łucznictwo, sztuka prowadzenia powozu, kaligrafia i matematyka. Powyższa ilustracja pochodzi natomiast z serii, w której „sześć sztuk”  zostało zastąpionych nazwami sześciu umiejętności, które powinny przyswoić japońskie kobiety. 
Współcześnie słowo fūryū oznacza „wyrafinowaną, gustowną lub elegancką atmosferę”.